# Paszki Duże
Paszki Duże – wieś w Polsce położona w województwie lubelskim, w powiecie radzyńskim, w gminie Radzyń Podlaski.
Za Królestwa Polskiego istniała gmina Paszki.
W latach 1954–1961 wieś była siedzibą władz gromady Paszki Duże, po jej zniesieniu w gromadzie Paszki Duże. W latach 1975–1998 miejscowość administracyjnie należała do województwa bialskopodlaskiego.
Obok miejscowości przepływa Białka, niewielka rzeka dorzecza Wisły.
Wierni Kościoła rzymskokatolickiego należą do parafii Matki Bożej Nieustającej Pomocy w Radzyniu Podlaskim.